# Hololepta humilis
Hololepta humilis är en skalbaggsart som beskrevs av Gustaf von Paykull 1811. Hololepta humilis ingår i släktet Hololepta och familjen stumpbaggar. Inga underarter finns listade i Catalogue of Life.